# Malevil (Film)
Malevil (Alternativtitel: Malevil, Countdown der Neutronenbombe) ist ein französisch-deutscher Endzeitfilm von Christian de Chalonge aus dem Jahr 1981, der sich mit dem Überleben in der Postapokalypse nach einem Atomkrieg befasst. Der Film basiert auf dem gleichnamigen Roman des Schriftstellers Robert Merle.

## Handlung
Der französische Landwirt und Bürgermeister Emmanuel Comte und seine Freunde überleben im wehrhaften Schloss von Malevil im südwestlichen Frankreich einen Angriff mit Kernwaffen. Als sie erkannt haben, dass das gesamte Umland und alles Leben dort weitgehend zerstört ist, beginnen sie mit dem Wiederaufbau.
Bald stellen sie anhand von Plünderern fest, dass es weitere Überlebende in einem Eisenbahntunnel gibt, welche in einem Zug unter dem Diktator „le Directeur“ leben. Bald darauf beginnen Verteilungskämpfe um die wenigen verbliebenen Ressourcen.

## Auszeichnungen
César 1982
- Preis für das beste Szenenbild (Meilleur décors): Max Douy
- nominiert in der Kategorie Beste Kamera (Meilleure photo): Henri Lanoë
- nominiert in der Kategorie Bester Schnitt (Meilleur montage): Jean Penzer
- nominiert in der Kategorie Bester Ton (Meilleur son): Pierre Gamet

## Kritik
„Ein Gleichnis auf den Sieg menschlichen Überlebenswillens über Gewalt und Zerstörungswut politischer Systeme. Der Film appelliert mit stark bildhaften und emotionalen Mitteln an Vorstellungskraft und Vernunft. Ein eindringlicher Beitrag zur Friedensdiskussion fernab von ideologischen Klischees.“